# Ludwig Tieck
Ludwig Tieck (Berlin, 31. svibnja 1773. – Berlin, 28. travnja 1853.) njemački književnik.
Pohađao je različita sveučilišta, putovao iz mjesta u mjesto i iz zemlje u zemlju, okušao se u gotovo svim književnim djelatnostima i rodovima te došao u dodir i surađivao s mnogim istaknutim osobama svoga doba. Iako važno mjesto u povijesti njemačke književnosti zauzimaju njegove drame, kritike, znanstveni spisi, izdavački i prevoditeljski pothvati (srednjovjekovna njemačka poezija, englesko kazalište, Cervantesov Don Quijote, a sudjelovao je i u dovršavanju Schlegelova prijevoda Shakespearovih djela), njegov, najveći doprinos su novele, dopadljive, duhovite i realistične.
} 